# Station Gastuche
Station Gastuche is een spoorwegstation langs spoorlijn 139 (Leuven - Ottignies) in Gastuche, een gehucht in de gemeente Graven (Grez-Doiceau). Het is nu een stopplaats.

## Treindienst
| Serie | Treinsoort | Route                                 | Bijzonderheden |
| ----- | ---------- | ------------------------------------- | -------------- |
| S 20  | GEN (NMBS) | Leuven – Gastuche – Waver – Ottignies |                |

## Galerij

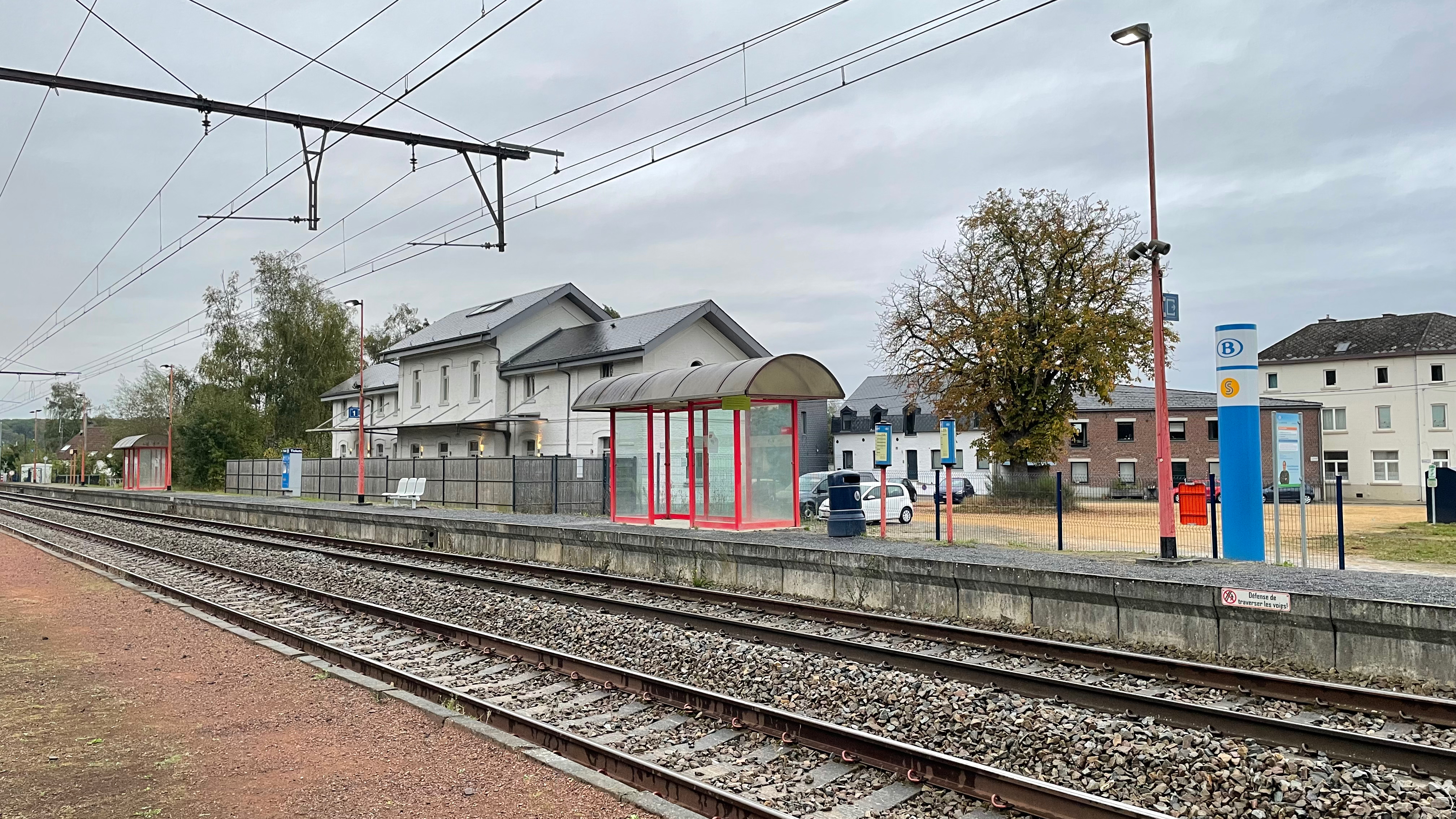
Zicht op het perron
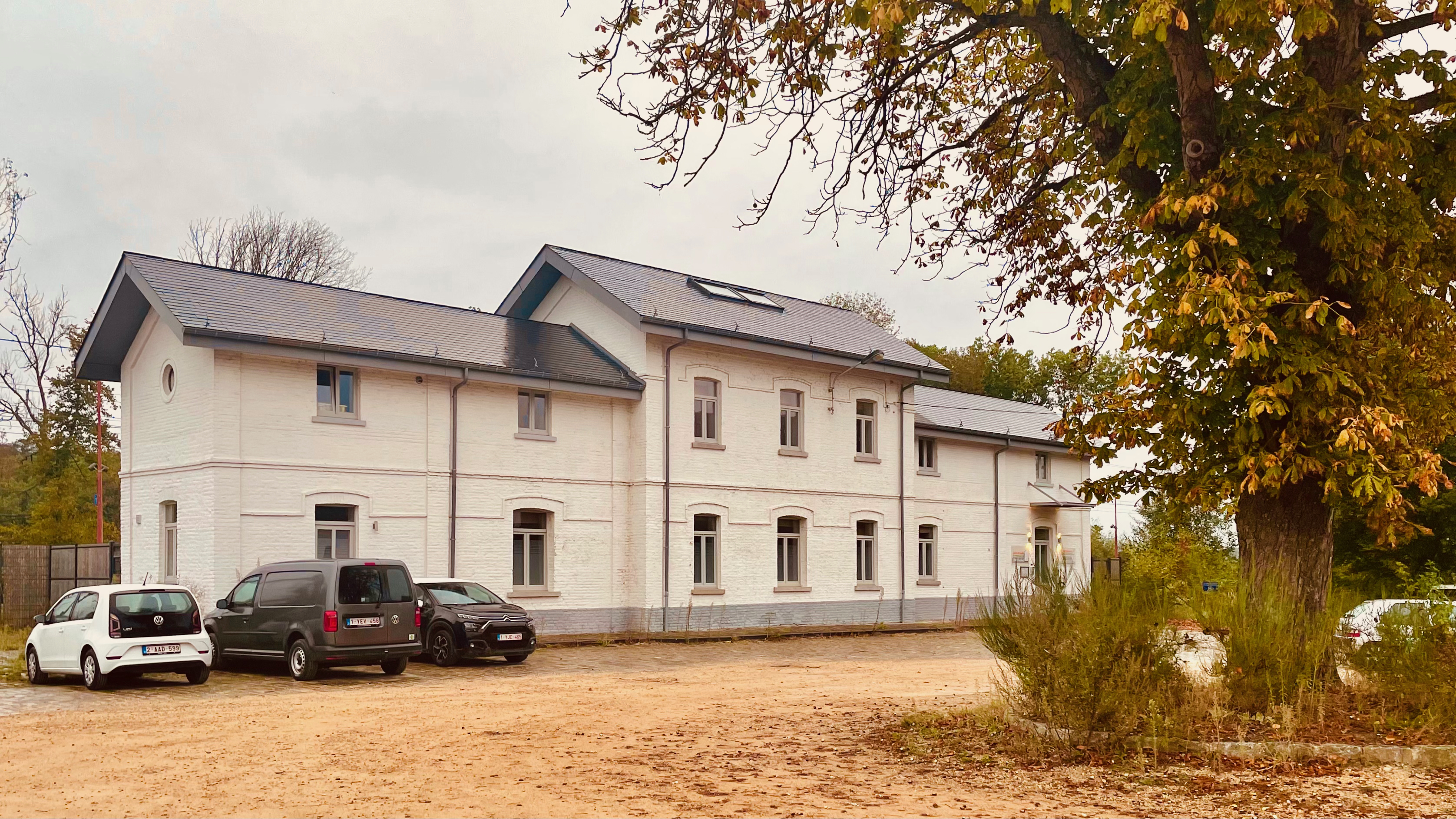
Het voormalige stationsgebouw
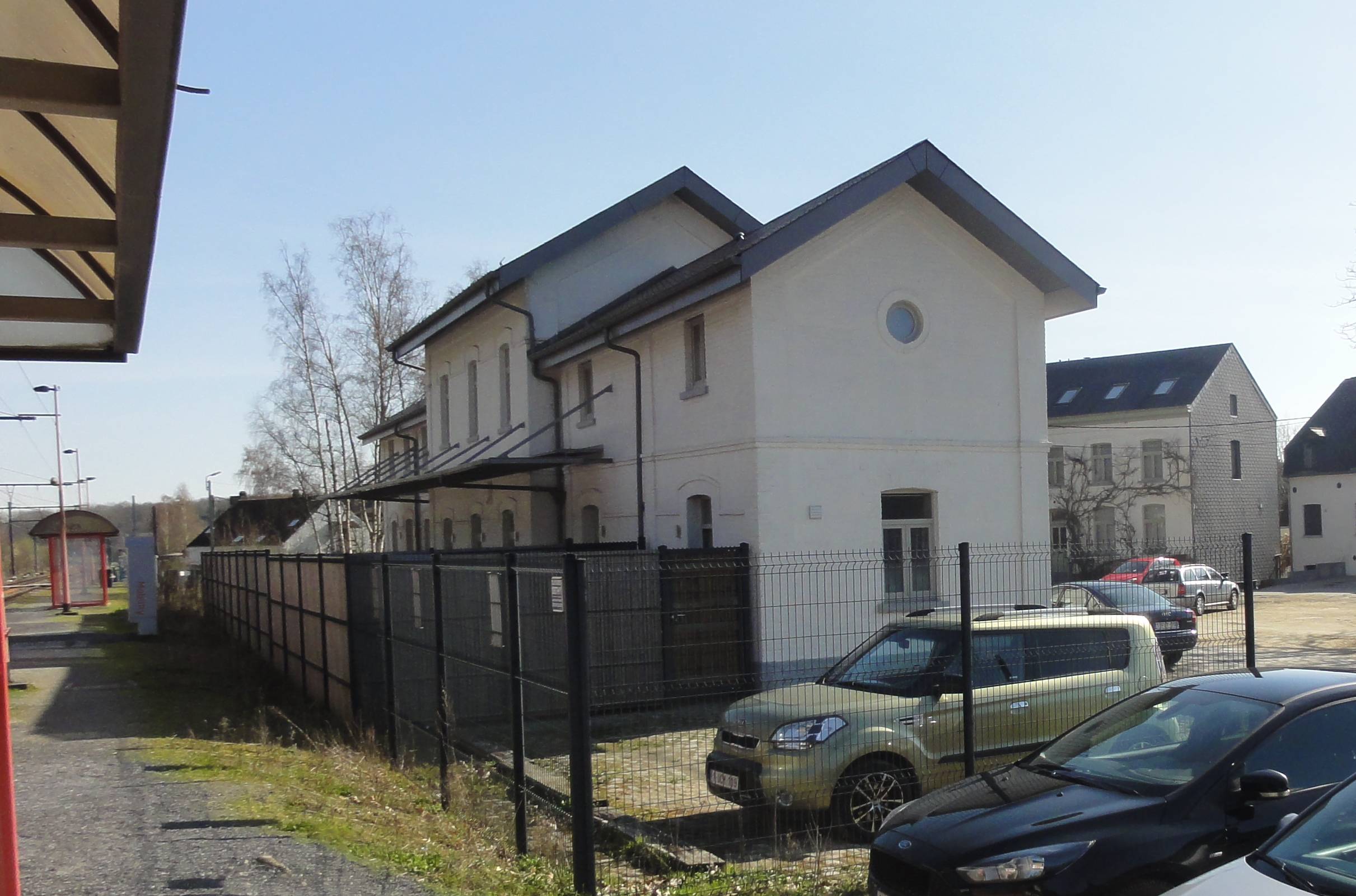

## Reizigerstellingen
De grafiek en tabel geven het gemiddeld aantal instappende reizigers weer op een week-, zater- en zondag.
| Tabel: aantal instappende reizigers station Gastuche | Tabel: aantal instappende reizigers station Gastuche | Tabel: aantal instappende reizigers station Gastuche | Tabel: aantal instappende reizigers station Gastuche |
|                                                      | Weekdag                                              | Zaterdag                                             | Zondag                                               |
| ---------------------------------------------------- | ---------------------------------------------------- | ---------------------------------------------------- | ---------------------------------------------------- |
| 1977                                                 | 98                                                   | 31                                                   | 16                                                   |
| 1978                                                 | 96                                                   | 24                                                   | 13                                                   |
| 1979                                                 | 94                                                   | 18                                                   | 16                                                   |
| 1980                                                 | 139                                                  | 17                                                   | 11                                                   |
| 1981                                                 | 94                                                   | 26                                                   | 21                                                   |
| 1982                                                 | 70                                                   | 22                                                   | 16                                                   |
| 1983                                                 | 76                                                   | 12                                                   | 11                                                   |
| 1984                                                 | 65                                                   | 25                                                   | 17                                                   |
| 1985                                                 | 69                                                   | 15                                                   | 9                                                    |
| 1986                                                 | 62                                                   | 19                                                   | 16                                                   |
| 1987                                                 | 93                                                   | 23                                                   | 13                                                   |
| 1988                                                 | 104                                                  | 41                                                   | 31                                                   |
| 1989                                                 | 120                                                  | 28                                                   | 35                                                   |
| 1990                                                 | 75                                                   | 31                                                   | 17                                                   |
| 1991                                                 | 88                                                   | 21                                                   | 18                                                   |
| 1992                                                 | 99                                                   | 23                                                   | 28                                                   |
| 1993                                                 | 89                                                   | 25                                                   | 26                                                   |
| 1994                                                 | 72                                                   | 34                                                   | 17                                                   |
| 1995                                                 | 80                                                   | 21                                                   | 23                                                   |
| 1996                                                 | 101                                                  | 49                                                   | 16                                                   |
| 1997                                                 | 92                                                   | 43                                                   | 18                                                   |
| 1998                                                 | 97                                                   | 32                                                   | 12                                                   |
| 1999                                                 | 103                                                  | 44                                                   | 29                                                   |
| 2000                                                 | 76                                                   | 48                                                   | 28                                                   |
| 2001                                                 | 70                                                   | 11                                                   | 12                                                   |
| 2002                                                 | 62                                                   | 27                                                   | 10                                                   |
| 2003                                                 | 89                                                   | 14                                                   | 14                                                   |
| 2004                                                 | 101                                                  | 30                                                   | 6                                                    |
| 2005                                                 | 122                                                  | 34                                                   | 38                                                   |
| 2006                                                 | 150                                                  | 39                                                   | 34                                                   |
| 2007                                                 | 130                                                  | 42                                                   | 25                                                   |
| 2008                                                 | -                                                    | -                                                    | -                                                    |
| 2009                                                 | 144                                                  | 53                                                   | 39                                                   |
| 2010                                                 | -                                                    | -                                                    | -                                                    |
| 2011                                                 | -                                                    | -                                                    | -                                                    |
| 2012                                                 | 160                                                  | 49                                                   | 37                                                   |
| 2013                                                 | 160                                                  | 24                                                   | 38                                                   |
| 2014                                                 | 154                                                  | 51                                                   | 35                                                   |
| 2015                                                 | 151                                                  | 40                                                   | 44                                                   |
| 2016                                                 | 152                                                  | 52                                                   | 36                                                   |
| 2017                                                 | 219                                                  | 52                                                   | 42                                                   |
| 2018                                                 | 204                                                  | 51                                                   | 53                                                   |
| 2019                                                 | 227                                                  | 20                                                   | 22                                                   |
| 2020                                                 | 168                                                  | 51                                                   | 50                                                   |
| 2021                                                 | -                                                    | -                                                    | -                                                    |
| 2022                                                 | 252                                                  | 74                                                   | 108                                                  |
| 2023                                                 | 206                                                  | 67                                                   | 75                                                   |
| 2024                                                 | 205                                                  | 78                                                   | 68                                                   |

0,0: Leuven ·
3,0: Heverlee ·
8,4: Oud-Heverlee ·
10,8: Zoetwater ·
12,0: Sint-Joris-Weert ·
14,5: Pécrot ·
16,9: Florival ·
18,0: Eerken ·
20,0: Gastuche ·
21,9: Basse-Wavre ·
24,0: Wavre ·
25,1: Bierges-Walibi ·
26,8: Limal ·
29,0: Ottignies